# Verband der Elektrotechnik, Elektronik und Informationstechnik
Verband der Elektrotechnik, Elektronik und Informationstechnik (kratica VDE) je nemško združenje, ki od leta 1893 oblikuje varnostne in preskusne standarde za elektrotehnične naprave in sestavne dele.
VDE, ki ima sedež v Frankfurtu, podeljuje preskusni znak VDE in znak VDE za zaščito naprave pred radijskimi motnjami.